# 环山楼
环山楼是一座明清古建筑，位于中国安徽省黄山市黟县县城碧阳镇城西西街上首名贤里8号，距离黟县县衙（县衙正堂已作为黟县乡贤馆开放）不远。
环山楼由聚居在黟县县城名贤里的环山余氏家族所建。原在西街名贤里余氏宗祠“种德堂”的右侧。环山余氏家族系在明初洪武年间，由黟县农村的八都，迁居到城西的环山，由于其始迁祖名为余荫寿，号环山，因此该族称为环山余氏。在1949年以后，环山楼被政府征用，先后由环山小学、县人武部宿舍及老干部局办公处使用。
环山楼已公布为黄山市文物保护单位。2015年，包括环山楼在内的黟县古城街区，被评为安徽省历史文化街区。根据《黟县县城总体规划》要求，将挖掘县衙正堂、环山楼、程氏宅、三元井等历史文物的文化价值，准备开发作为博物馆和展览馆，加以展示利用。2015年，黟县启动实施北街直街风貌综合整治项目，“原貌恢复”北街、直街等每一条街巷、“修旧如旧”县衙正堂、环山楼、程氏宅等每一幢古建筑。